# 그룹 식별자
유닉스 계열 시스템에서는 여러 사용자를 그룹으로 묶을 수 있다. POSIX 및 기존 유닉스 파일 시스템 권한은 사용자, 그룹 및 기타의 세 가지 클래스로 구성된다. 그룹을 사용하면 디스크, 프린터 및 기타 주변 장치에 대한 액세스와 같은 추가 기능을 체계적으로 위임할 수 있다. 특히 이 방법을 사용하면 슈퍼유저가 마이크로소프트 윈도우 NT 및 그 파생 제품의 관리자 그룹과 유사하게 일부 관리 작업을 일반 사용자에게 위임할 수 있다.
종종 GID로 축약되는 그룹 식별자(group identifier)는 특정 그룹을 나타내는 데 사용되는 숫자 값이다. GID 값의 범위는 시스템마다 다르다. 최소한 GID는 0에서 32,767 사이일 수 있으며 한 가지 제한 사항이 있다. 즉, 수퍼유저의 로그인 그룹은 GID 0을 가져야 한다. 이 숫자 값은 /etc/passwd 및 /etc/group 파일의 그룹을 참조하는 데 사용된다. 섀도우 비밀번호 파일과 네트워크 정보 서비스(Network Information Service)도 숫자 GID를 참조한다. 그룹 식별자는 유닉스 파일 시스템 및 프로세스의 필수 구성 요소이다.

## 같이 보기
- 사용자 식별자
- 프로세스 식별자
- 아이노드
- 유닉스 명령어 목록